# Isoglossa clemensorum
Isoglossa clemensorum är en akantusväxtart som först beskrevs av R. Benoist, och fick sitt nu gällande namn av B. Hansen. Isoglossa clemensorum ingår i släktet Isoglossa och familjen akantusväxter. Inga underarter finns listade i Catalogue of Life.